# Tổng giáo phận Đài Bắc

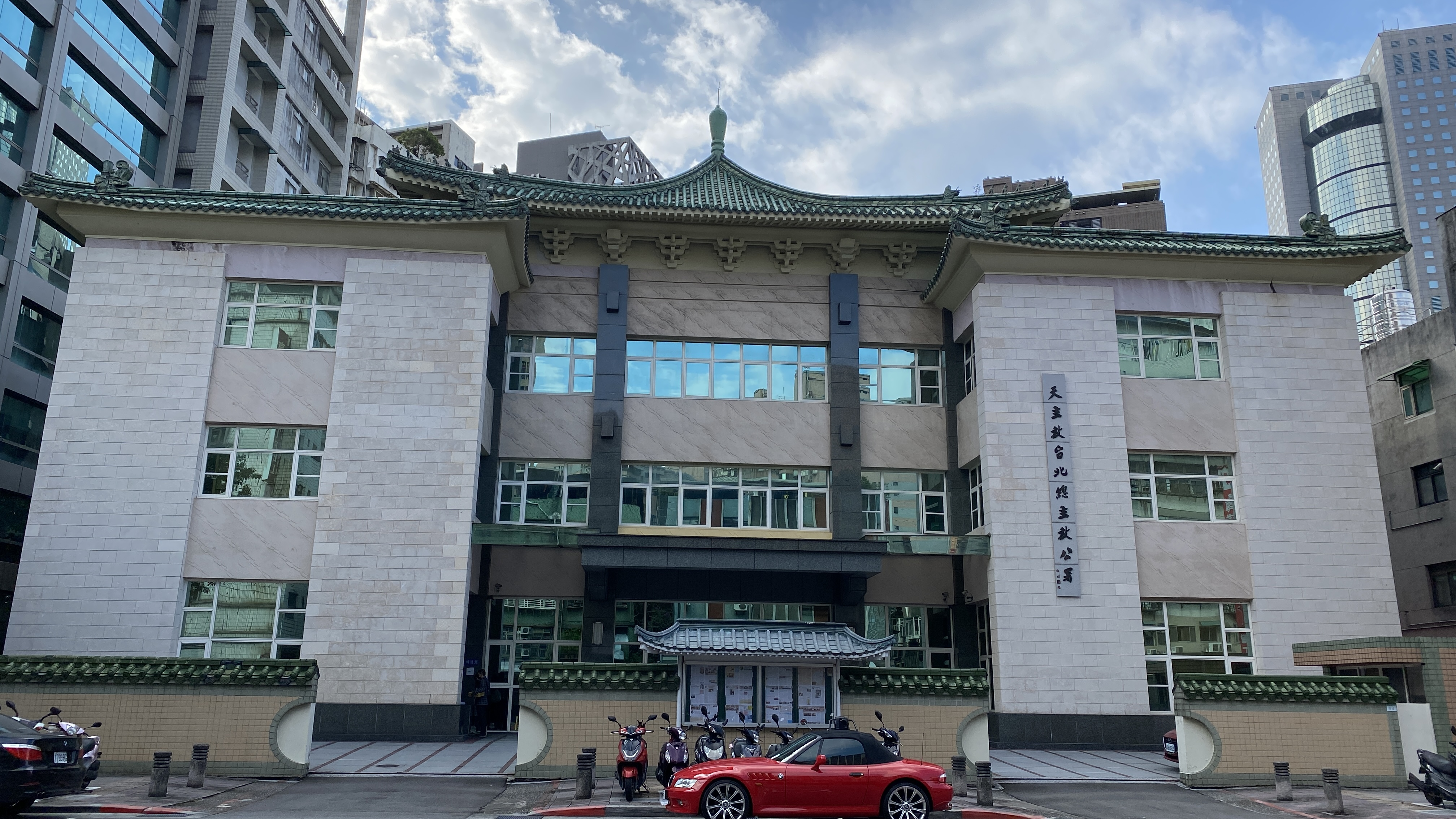
Tòa nhà Tòa giám mục Tổng giáo phận Đài Bắc ở thành phố Đài Bắc

Tổng giáo phận Đài Bắc (tiếng Trung: 天主教臺北總敎區; tiếng Latinh: Archidioecesis Taipehensis) là một Tổng giáo phận của Giáo hội Công giáo Rôma ở Đài Loan. Ban đầu, Giáo hoàng Piô XII đã thành lập Hạt Phủ doãn Tông tòa Đài Bắc vào ngày 30/12/1949. Vào ngày 7/8/1952, hạt được nâng cấp thành một tổng giáo phận, quản lí các giáo phận trực thuộc là Giáo phận Gia Nghĩa, Giáo phận Tân Trúc, Giáo phận Hoa Liên, Giáo phận Cao Hùng, Giáo phận Đài Trung, và Giáo phận Đài Nam.
Nhà thờ chính tòa của tổng giáo phận là Nhà thờ chính tòa Đức Mẹ vô nhiễm nguyên tội. Vì đây là tổng giáo phận duy nhất ở Đài Loan, tổng giáo phận Đài Bắc là nơi có tòa giám mục chính của quốc gia này. Ngày 23/5/2020, Giáo hoàng Phanxicô đã chấp thuận cho Tổng giám mục Gioan Hồng Sơn Xuyên từ nhiệm khi đến tuổi về hưu theo Giáo luật và chỉ định Tôma Chung An Trụ làm Tổng giám mục Tổng giáo phận Đài Bắc. Trong nhiều năm, các cá nhân giữ vị trí Tổng giám mục Đài Bắc cũng đã được chỉ định là Giám quản Tông tòa của đảo Kim Môn and quần đảo Mã Tổ mà trên lí thuyết do Giáo phận Hạ Môn quản lí.

## Lãnh đạo tổng giáo phận
- Giuse Quách Nhã Thạch (13/6/1950 – 4/12/1959 từ nhiệm)
  - Hồng y Tôma Điền Canh Tân (Giám quản Tông tòa, 16/12/1959 – 15/2/1966 từ nhiệm)
- Stanislaô La Quang (15/2/1966 – 5/8/1978 từ nhiệm)
- Mátthêu Giả Ngạn Văn (15/11/1978 – 11/2/1989 từ nhiệm)
- Giuse Địch Cương (11/2/1989 – 24/1/2004 từ nhiệm)
- Giuse Trịnh Tái Phát (24/1/2004 – 9/11/2007 từ nhiệm)
- Gioan Hồng Sơn Xuyên (9/11/2007 – 23/5/2020 từ nhiệm[2])
- Tôma Chung An Trụ (23/5/2020[2] – hiện tại)